# 狭齿水苏
狭齿水苏（学名：Stachys pseudophlomis）为唇形科水苏属下的一个种。